# سكوت غورني
سكوت غورني (بالإنجليزية: Scott Gurney)‏ هو لاعب كرة قدم وعارض وممثل أمريكي، ولد في 1972.

## وصلات خارجية
- سكوت غورني على موقع IMDb (الإنجليزية)
- سكوت غورني على موقع قاعدة بيانات الفيلم (الإنجليزية)